# Meo

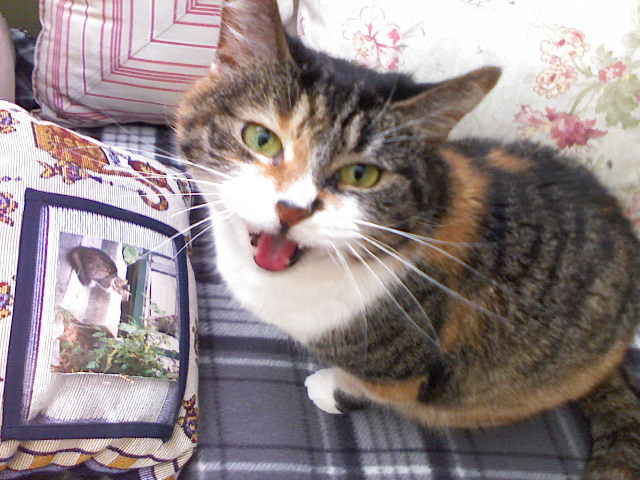
Một con mèo đang kêu

Meo là tiếng kêu phổ biến ở loài mèo. Âm thanh này biểu lộ nhiều cảm xúc của mèo như: mời gọi, tức giận, buồn rầu, vui mừng. Những con mèo trưởng thành ít khi giao tiếp với nhau bằng cách kêu "meo", trừ trong một số trường hợp như cạnh tranh mồi, xung đột hay tán tỉnh lẫn nhau.

## Phát âm
| Từ               | Ngôn ngữ |
| ---------------- | --- |
| meow             | Tiếng Anh |
| mauw             | Tiếng Hà Lan |
| meo-meo          | Tiếng Việt |
| meong            | Tiếng Indonesia |
| meow             | Tiếng Tamil |
| miaou            | Tiếng Pháp |
| miau             | Tiếng Belarus, Tiếng Bulgaria, Tiếng Croatia, Tiếng Phần Lan, Tiếng Đức, Tiếng Ido, Tiếng Ba Lan, Tiếng Bồ Đào Nha, Tiếng Romania, Tiếng Tây Ban Nha, Tiếng Ukraina, Interlingua |
| miauw            | Tiếng Hà Lan |
| miao (喵)        | Tiếng Trung Quốc, Tiếng Ý |
| miyav            | Tiếng Thổ Nhĩ Kỳ |
| miav             | Tiếng Đan Mạch |
| mjau             | Tiếng Na Uy, Tiếng Thụy Điển |
| mao (ম্যাঁও) /mˈæʊ/ | Tiếng Bengal |
| miaŭ             | Tiếng Esperanto |
| miyāʾūṉ (میاؤں)  | Tiếng Urdu |
| mjá              | Tiếng Iceland |
| mňau             | Tiếng Slovak, Tiếng Séc |
| ngeung           | Tiếng Kapampangan |
| njäu             | Tiếng Estonia |
| niau             | Tiếng Ukraina |
| niaou (νιάου)    | Tiếng Hy Lạp |
| nyā (ニャー)     | Tiếng Nhật Bản |
| ya-ong (야옹)    | Tiếng Hàn Quốc |
| myau (מיאו)      | Tiếng Do Thái |
| myau (מיאַו)      | Tiếng Yiddish |
| mjau (мјау)      | Tiếng Serbia |
| miáú (miau)      | Tiếng Hungari |
| myau (мяу)       | Tiếng Nga |

Trong một vài ngôn ngữ (như tiếng Trung Quốc: 貓, māo), tiếng kêu của mèo trở thành tên gọi của chúng.